# Eva (film fra 1948)
Eva er en svensk dramafilm fra 1948 instrueret af Gustaf Molander med manuskript af Ingmar Bergman. Den er baseret på et skuespil af sidstnævnte og har blandt andre Birger Malmsten, Eva Stiberg og Eva Dahlbeck i hovedrollerne.
Filmen fik premiere den 26. december 1948.

## Medvirkende
- Birger Malmsten som Bo
- Eva Stiberg som Eva
- Eva Dahlbeck som Susanne
- Åke Claesson som Fredriksson
- Wanda Rothgardt som fru Fredriksson
- Hilda Borgström som Maria
- Stig Olin som Göran
- Inga Landgré som Frida
- Olof Sandborg som Berglund
- Carl Ström som Johansson
- Sture Ericson som Josef Friedel